# ボルツマン賞
ボルツマン賞（ボルツマンしょう、Boltzmann Award）は、熱力学や統計力学に関連する新しい成果を生み出した物理学者に授与される権威ある賞である。統計力学の創始に貢献したことで有名な物理学者、ルートヴィヒ・ボルツマンにちなんで名付けられた。ボルツマン賞は3年に一度開かれる統計物理学国際会議において、国際純粋・応用物理学連合 (IUPAP, International Union of Pure and Applied Physics) の熱力学・統計物理学委員会によって授与される。
受賞は一人一回までであり、また既にノーベル賞を受賞している人は除外される。ただしケネス・ウィルソンやジョン・ホップフィールドのように、ボルツマン賞受賞の後にノーベル賞を受賞することはある。
ボルツマン賞ではボルツマンメダル (Boltzmann Medal) が授与される。ボルツマンメダルは金メッキのメダルであり、その表にはボルツマンの肖像が刻まれている。

## 受賞者
| 年     | 受賞者                       | 国籍                     | 注解 |
| ------ | ---------------------------- | ------------------------ | ---- |
| 1975年 | ケネス・ウィルソン           | アメリカ合衆国           |      |
| 1977年 | 久保亮五                     | 日本                     |      |
| 1980年 | ロドニー・J・バクスター      | オーストラリア           |      |
| 1983年 | マイケル・フィッシャー       | イギリス                 |      |
| 1986年 | ダヴィッド・ルエール         | ベルギー/ フランス       |      |
| 1986年 | ヤコフ・シナイ               | ロシア/ アメリカ合衆国   |      |
| 1989年 | レオ・カダノフ               | アメリカ合衆国           |      |
| 1992年 | ジョエル・レボウィッツ       | アメリカ合衆国           |      |
| 1992年 | ジョルジョ・パリージ         | イタリア                 |      |
| 1995年 | サム・エドワーズ             | イギリス（ ウェールズ）  |      |
| 1998年 | エリオット・H・リーブ        | アメリカ合衆国           |      |
| 1998年 | ベンジャミン・ウィドム       | アメリカ合衆国           |      |
| 2001年 | バーニ・アルダー             | アメリカ合衆国           |      |
| 2001年 | 川崎恭治                     | 日本                     |      |
| 2004年 | E.G.D. コーエン              | オランダ/ アメリカ合衆国 |      |
| 2004年 | ユージン・スタンレー         | アメリカ合衆国           |      |
| 2007年 | クルト・ビンダー             | オーストリア             |      |
| 2007年 | ジョバンニ・カラボッティ     | イタリア                 |      |
| 2010年 | ジョン・カーディ             | イギリス                 |      |
| 2010年 | ベルナール・デリダ           | フランス                 |      |
| 2013年 | ジョヴァンニ・ヨナ＝ラシニオ | イタリア                 |      |
| 2013年 | ハリー・スウィニー           | アメリカ合衆国           |      |
| 2016年 | ダーン・フランケル           | オランダ                 |      |
| 2016年 | イヴ・ポモー                 | フランス                 |      |
| 2019年 | ヘルベルト・スポーン         | ドイツ                   |      |
| 2022年 | ディーパク・ダール           | インド                   |      |
| 2022年 | ジョン・ホップフィールド     | アメリカ合衆国           |      |
| 2025年 | 蔵本由紀                     | 日本                     |      |
| 2025年 | メヘラン・カルダール         | アメリカ合衆国           |      |